# Purpurschneidiger Blut-Helmling
Der Purpurschneidige Blut-Helmling (Mycena sanguinolenta) ist eine Pilzart aus der Familie der Mycenaceae. Er hat einen braunen bis gräulichen und mehr oder weniger weinrötlich getönten Hut sowie weißliche bis graue Lamellen mit rotbraunen Schneiden. Bricht der Stiel, tritt ein rotbrauner und wässriger Saft aus. Der sehr häufige und weit verbreitete Helmling erscheint von Mai bis Oktober im Laub- und Nadelwäldern sowie in Heiden und Mooren auf morschem Holz oder Nadelstreu. Der Purpurschneidige Blut-Helmling ist kein Speisepilz.

## Merkmale

### Makroskopische Merkmale

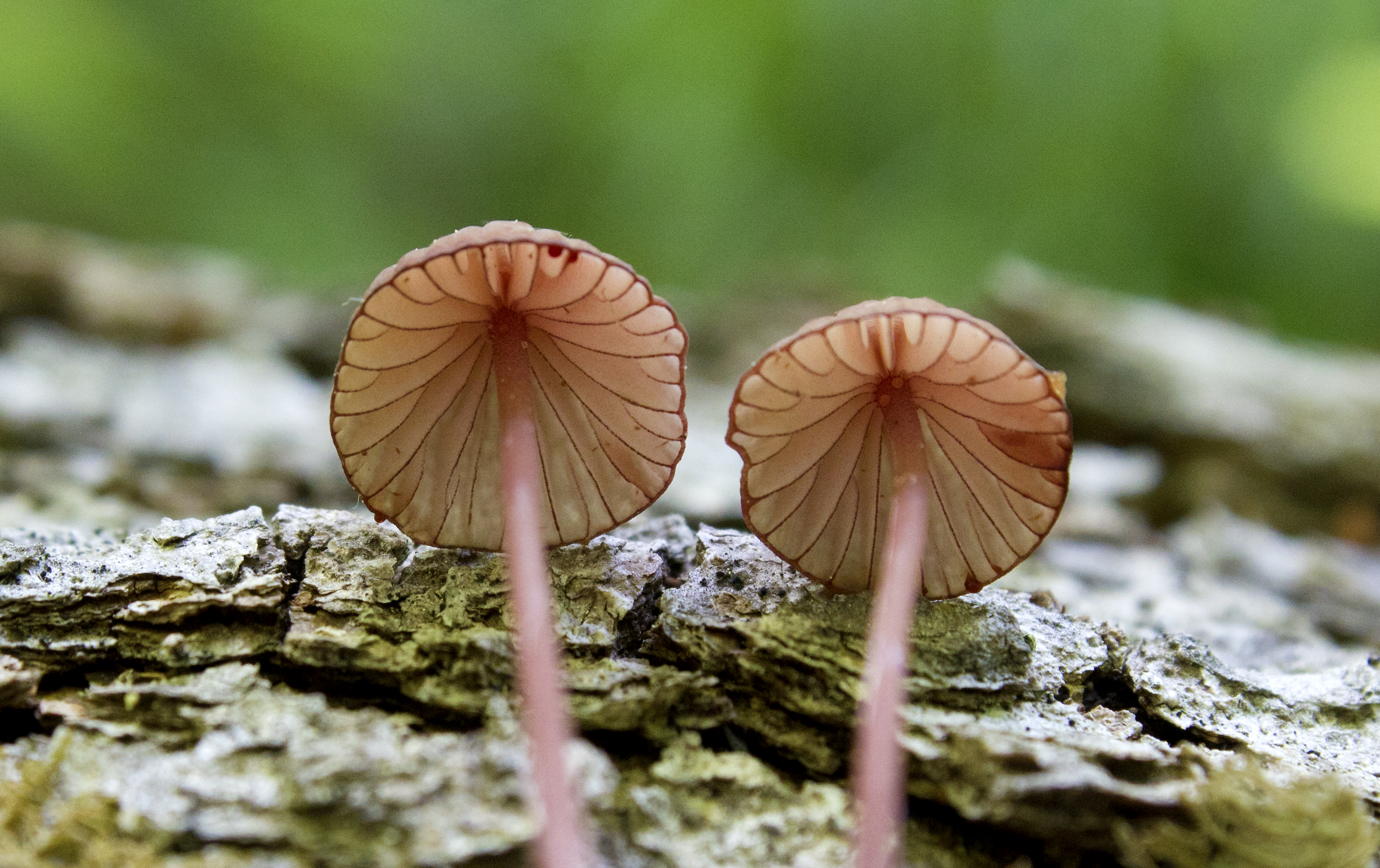
13–17 Lamellen erreichen den Stiel. Die Schneiden sind weinrot gefärbt.

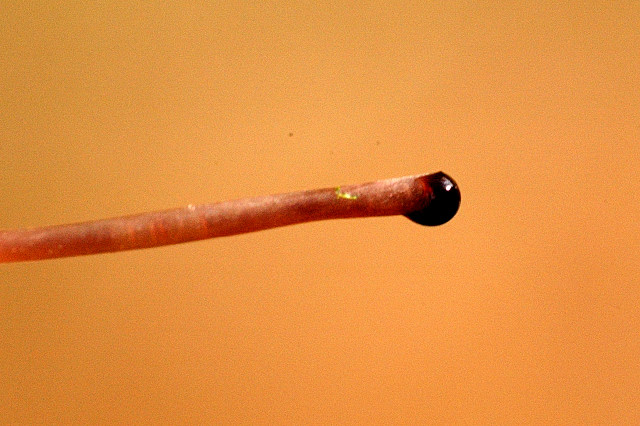
Aus dem zerbrochenen Stiel tritt ein weinroter Saft aus.

Der Hut ist 5–18 mm breit, glockig-gewölbt bis ausgebreitet und im Alter abgeflacht, wobei der Rand manchmal leicht zurückgebogen sein kann. Die Hutmitte weist oft einen flachen Buckel oder eine kleine Papille auf. Vom Rand bis zum Scheitel scheinen die Lamellen als deutliche Riefung durch. Die matte Huthaut ist creme-ockerlich und leicht rosa getönt oder braunrot bis purpur-bräunlich gefärbt. Oft hat der Hut ein dunkleres, rötliches braunes Zentrum, eine dunkelbraune bis rosa-beige Mitte und zum Rand hin eine hellbraune bis braun-violette Farbe.
Die aufsteigenden Lamellen sind am Stiel schmal angeheftet oder laufen mit einem kurzen Zahn daran herab. 13–17 Lamellen erreichen den Stiel. Sie sind schmutzig weiß bis blassgrau, während die glatten Lamellenschneiden rotbraun bis weinrot gefärbt sind. Das Sporenpulver ist weißlich.
Der 3–8 cm lange und bis zu 2 mm dünne Stiel ist sehr brüchig und mehr oder weniger zylindrisch. Innen ist er hohl, außen kahl und grau-rosa, weinrot bis purpur-bräunlich gefärbt. Jüngere Fruchtkörper sondern an verletzten Stellen einen wässrigen, weinroten bis braun-rosafarbenen Saft ab. Die bisweilen etwas verbreiterte Stielbasis ist dicht mit weißen, abstehenden Fasern striegelig bedeckt.
Das Fleisch ist dünn und graurosa. Es riecht und schmeckt eventuell etwas nach Rettich, ist aber meist nahezu geruchlos.

### Mikroskopische Merkmale
Die apfelkernförmigen Sporen sind 8–10 µm lang und 5,5–6 µm breit. Sie sind glatt und amyloid. Die keulenförmigen und 4-sporigen Basidien messen 27–35 × 8–10 µm. Die Cheilozystiden sind 27–55 µm lang und 6,5–10 µm breit und bilden ein steriles Band auf der Lamellenschneide. Sie sind spindelförmig, glatt und haben einen rotbraunen Inhalt. Zur Spitze verengen sie halsartig, besitzen gelegentlich auch zwei Hälse oder grobe, seitliche Auswüchse. Falls vorhanden sind die Pleurozystiden ganz ähnlich geformt. Die Lamellentrama ist dextrinoid, verfärbt sich also unter Zugabe von Jodreagenzien weinrötlich.
Die Hyphen der Huthaut sind 2–4,5 µm breit und haben einfache bis etwas verzweigte Auswüchse (15,2 × 1,5–2 µm), die eine dichte Masse bilden können. Die Hyphen der Stielrinde messen 1–3,5 µm in der Breite und zeigen spärlich einfach bis gabelförmige, zylindrische Auswüchse (1,5–4,5 × 1–2 µm). Die Caulozystiden (18–55 × 5,5–9 µm) ähneln den Cheilozystiden. Schnallenverbindungen sind vorhanden.

## Artabgrenzung
Die Art ist gekennzeichnet durch den weinrötlich getönten Hut, die weißlichen bis grauen Lamellen mit der rotbraunen Schneide und die rotbraune, wässrige Milch, die sowohl aus dem Hut als auch aus dem Stiel austreten kann, wenn der Fruchtkörper angeschnitten wird (besonders an den Lamellen und am Hutrand). Der ähnliche Große Blut-Helmling (Mycena haematopus) ist größer und wächst büschelig auf morschem Holz. Untersucht man Trockenmaterial, so sind vor allem die scharf zugespitzten Cheilocystidia ein nützliches Bestimmungsmerkmal.

## Ökologie
Der Purpurschneidige Blut-Helmling lebt saprobiontisch auf Humus, totem Holz und anderen pflanzlichen Rückständen zwischen Gras und Moos. Man findet ihn auf abgefallenen Zweigen und moosbedeckten Laub- und Nadelbäumestämmen sowie in der Nadelstreu. Die Fruchtkörper erscheinen meist gesellig von Mai bis Oktober im Laub- und Nadelwald. Bei mildfeuchter Witterung findet man den Helmling schon ab Mitte April und bis Anfang Januar.

## Verbreitung

Verbreitung des Purpurschneidigen Blut-Helmling in Europa. Grün eingefärbt sind Länder, in denen der Milchling nachgewiesen wurde. Grau dargestellt sind Länder ohne Quellen oder Länder, die außerhalb von Europa liegen.

Der Purpurschneidige Blut-Helmling ist in Australien und auf der ganzen nördlichen Erdhalbkugel verbreitet. Der Helmling wurde in Nordasien (Kaukasus, Sibirien, Kamtschatka, Korea, Japan, China), Nordamerika (USA, Kanada), auf den Kanaren und in Nordafrika nachgewiesen. Sein Verbreitungsgebiet ist meridional bis boreal und reicht vom warmen Mittelmeergebiet bis in die kühlen Nadelwaldregionen. In Nordamerika ist er häufig und weit verbreitet und kommt von Maine bis Washington und im Süden von North Carolina bis Kalifornien vor. Im Norden reicht sein Verbreitungsgebiet von Neuschottland bis Britisch-Kolumbien (Kanada). In Europa kommt der Helmling im Süden von Spanien bis Rumänien vor. Er ist in Westeuropa, Mitteleuropa und in ganz Fennoskandinavien weit verbreitet. Die Nordgrenze seines Verbreitungsgebietes reicht bis zum 70. Breitengrad.
In Deutschland und Österreich ist die Art durchweg dicht verbreitet und häufig.

## Systematik
Der Helmling wurde von Johannes Baptista von Albertini als Agaricus sanguinolentus beschrieben. 1871 stellte ihn der Mykologe Paul Kummer in die Gattung Mycena, sodass er seinen heute gültigen Namen bekam. Das Artattribut (Epitheton) leitet sich von dem lateinischen Wort sanguinolentus ab und bedeutet „blutig“.

### Infragenetische Systematik
Der Purpurschneidiger Blut-Helmling wird von Maas Geesteranus in die Sektion Sanguinolentae gestellt. Bei den Vertretern der Sektion scheidet der Stiel beim Anschneiden eine orangebraune bis rötliche Milch aus und die Fruchtkörper schwärzen nicht beim Trocknen.
Molekulare phylogenetische Untersuchungen von verschiedenen europäischen Helmlingsarten zeigen, dass der Purpurschneidiger Blut-Helmling eng mit dem Weißmilchenden Helmling (Mycena galopus) verwandt ist. Auch der Rosablättriger Helmling Mycena galericulata und der Große Blut-Helmling (Mycena haematopus) gehören zu den phylogenetisch nah verwandten Arten.

## Bedeutung

### Speisewert
Der Helmling ist zwar vermutlich essbar, lohnt aber kaum ein Sammeln.

### Inhaltsstoffe
Die Fruchtkörper des Purpurschneidigen Blut-Helmling enthalten die blauen Alkaloidpigmente Sanguinon A und B, die bisher nur bei dieser Art nachgewiesen wurden, sowie das rot gefärbte Alkaloid Sanguinolentaquinon. Die Sanguinone sind chemisch mit dem Mycenarubin-A des Rosa Rettich-Helmling und mit den Discorhabinen verwandt, die von verschiedenen marinen Schwämmen gebildet werden. Obwohl die Funktion der Sanguinone bisher noch nicht bekannt ist, wurde vermutet, dass sie neben ihrem Beitrag zur Hutfärbung auch eine ökologische Rolle spielen, da auf den Fruchtkörper kaum pilzfressende Tiere gefunden werden. Wenn der Pilz in Reinkultur im Labor gezüchtet wird, produziert er das Antimykotikum Hydroxystrobilurin-D. Außerdem gehört der Purpurschneidige Blut-Helmling zu den über 30 Helmlingsarten mit Biolumineszenz.